# Rio Choqueyapu

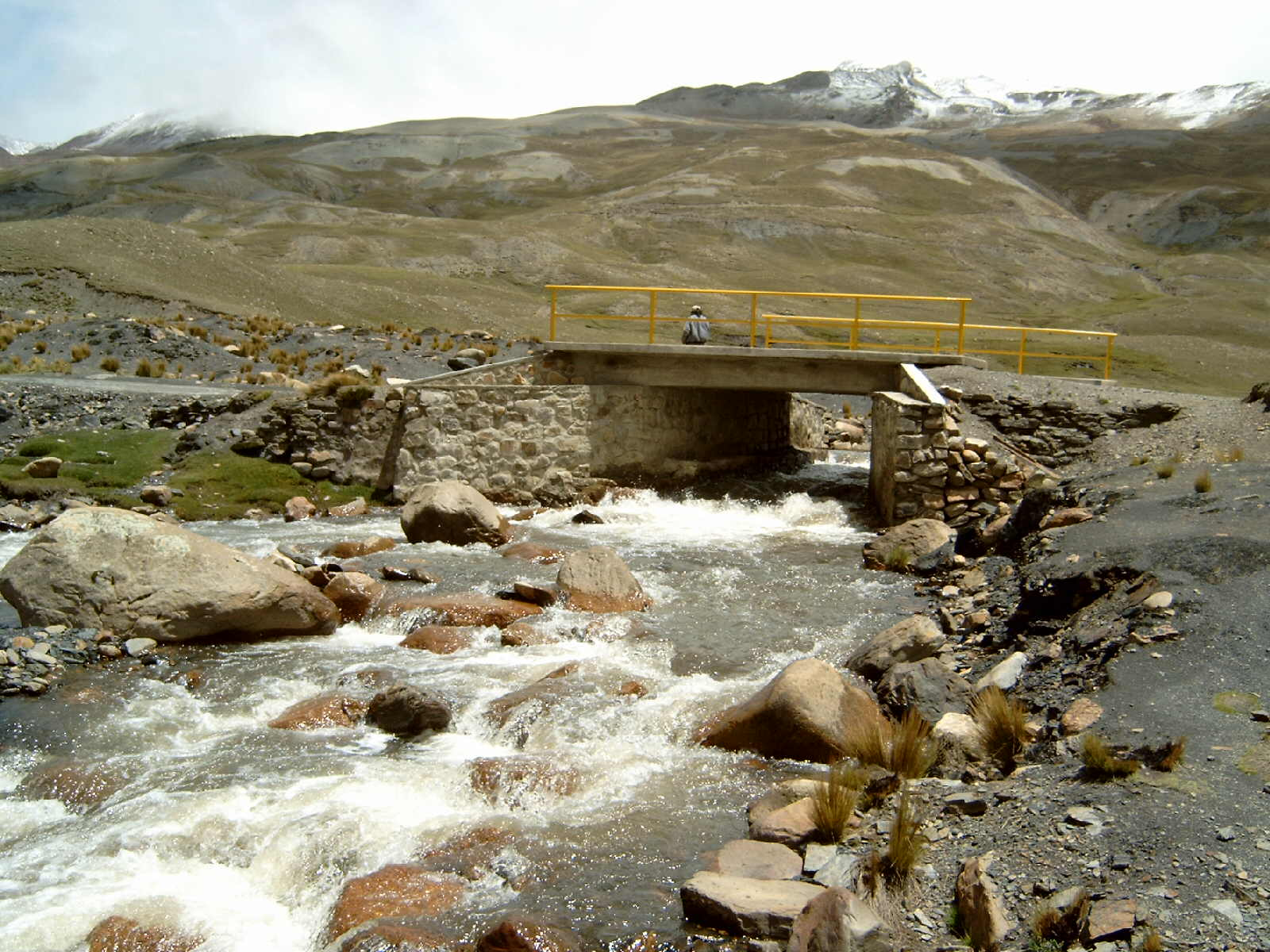
Rio Choqueyapu, Bolívia

O rio Choqueyapu é um curso de água da Bolívia que atravessa a capital, La Paz.
Nasce uns 35 km a norte de La Paz, na laguna Pampalarama. A jusante da cidade, o rio transforma-se no rio La Paz, eventualmente chegando ao rio Madeira, que pertence à bacia do rio Amazonas.
O rio está ligado à história da Bolívia. A 20 de outubro de 1548, Alonso de Mendoza fundou a cidade de La Paz numa localidade hoje conhecida como Laja. Apenas três dias após a fundação, Mendoza encontrou o vale do Choqueyapu, que com suas águas parecia um local mais apropriado para um povoado. Após alguma discussão com o cabildo (conselho), o local de fundação da cidade foi trasladado às margens do Choqueyapu.
Atualmente, o rio torna-se muito poluído ao passar por La Paz. Parte de seu trajeto pela cidade é feito por encanamentos sob a superfície.